# 摩寧西公園 (多倫多)
摩寧西公園是加拿大安大略省多倫多士嘉堡的一座自然公園，是多倫多面積最大的市政公園。

## 概述
該公園佔據了高地溪深谷的大部分區域，與西山及高地溪社區接壤。該公園佔地241.46公頃（596.7英畝），包括野餐區、公共衛生間、停車場及連接附近社區與安大略湖湖濱徑的行人路。公園東接摩寧西路，北臨艾斯美道，南至羅倫斯東路。該公園與位於摩寧西路以東的多倫多大學士嘉堡校區及丹佛上校公園同為高地溪下游連續森林走廊的一部分。與多倫多的其他公園相比，該公園擁有大量的市區郊野，有鹿隻、被侵蝕的懸崖及殘餘森林。

## 外部連結
- 官方网站
- A Walk on the Wild Side of Morningside Park at Curran Hall Community Association